# テルエルの戦い
テルエルの戦いは、スペイン内戦中の1937年12月から1938年2月にかけてテルエルの都市内外で行われた戦闘であり、スペイン内戦中で最も多くの血が流れた戦闘の内の1つである。テルエルは冬季の寒さが厳しい土地柄であり、テルエルの戦いの年はここ20年で最も過酷な冬であった。テルエルの町は初め反乱軍（フランコ軍）が守備に当たっていたが共和国軍によって占領され、最終的に反乱軍が再奪還した。戦闘中にテルエルの町は砲撃や空爆を受け、およそ2カ月間の戦闘で反乱軍と共和国軍合わせて140,000人の死傷者が出た。テルエルの再奪還によって反乱軍は人員と資材の面で共和国軍に対して優位に立つこととなり、テルエルの戦いはスペイン内戦の趨勢を決定付ける戦いの一つとなった。

## 背景
共和国がテルエルを攻めるという決断を下した理由として、いくつかの戦略的な状況が挙げられる。1937年までに反乱軍の支配下となっていたテルエルは共和国領に食い込んだ突出部となっており、共和国領の内陸部とバレンシア沿岸部との連絡線がテルエルによって分断された状態になっていた。そのため、共和国がテルエルを占領することは内陸部と沿岸部の連絡線を短縮することを意味していた。また、3方向から共和国の領域に囲まれていたテルエルを反乱軍が保持しているということが、アラゴン戦線における反乱軍の勢力の象徴にもなっていた。共和国の内部事情としては、共和国軍の再編を主導した国防相のインダレシオ・プリエートが、自身の国防相としての実績を上げるために彼が再編した軍が有効に機能して華々しい勝利を収めることを望んでいたという事情もあった。さらに、共和国政府首相のフアン・ネグリンはカタルーニャの産業を労働者から接収したいと考えており、彼もまたテルエルへの攻撃を支持した。共和国軍の指導者たちは、反乱軍によるテルエルの占有は強固なものではなく、共和国軍がテルエルを占領したとしても反乱軍は積極的に奪還しようとはしないだろうと考えていた。そのような状況の中で、共和国の情報部は、フランコが12月18日にグアダラハラ区域のマドリードに対して大規模な攻撃を行うつもりであるという情報を掴んだため、共和国に反乱軍の注意をマドリードから逸らせる必要が生じたことが最後の一押しとなった。それらの結果、共和国軍は12月15日にテルエルにおける戦いを開始した。

### 地形
アラゴン州南部に位置する人口20,000人の町であるテルエルは「テルエルの恋人」の悲劇的伝説で有名な、荒涼とした岩壁に囲まれたテルエル県の県都であった。テルエルはトゥリア川とアルファンブラ川の合流地点よりもさらに上流、高さ3050 フィートの山の高台に位置しているため、例年冬の気温がスペインで最も低い都市だった。テルエルは県都としてはスペインの最も奥地に位置しており、険しい渓谷、歯のような形をした山頂、湾曲した尾根といった険しい地形に囲まれた自然の要塞だった。周囲の交通としては町の西にあるコンクー村周辺の平坦な丘をカタラユー高速が通っていたが、それもテルエルからはおよそ3マイルほど離れていた。テルエルの歯 (La Muela de Teruel)として知られるテルエル西方に位置する峰がテルエル攻防の鍵となった。テルエルは共和国支配地域へと突き出た位置にあったため、防衛ポイントはあらかじめ用意された塹壕と鉄条網によって強化されていた。1170年にも、テルエルはレコンキスタで交戦中だったムーア人とキリスト教国の状況を和らげるために要塞化されており、テルエルが要塞化されることで内陸部と沿岸部が隔てられるという状況は、スペイン内戦における1937年の共和党が置かれた状況と同一であった。

### 兵力
共和党軍は、軍をほとんど一から再編成したフアン・エルナンデス・サラビアの指揮下にあった。サラビアの指揮下にいた指揮官の一人に共産党指導者のエンリケ・リステルがおり、彼はテルエル攻撃の先発隊として師団を率いた。テルエルに対する襲撃は多国籍部隊であった国際旅団の援助なしに、全てスペイン人によって実行された。レバンテ（バレンシア沿岸）の共和国軍は、東部の軍によって支援された攻撃の主要部分を指揮することになっていた。共和国軍は全兵力として100,000人を有していた。
レイ・ダルクール大佐は戦闘開始時のテルエルにおける反乱軍の指揮官であった。テルエル突出部を防衛する反乱軍は一般人を含めておよそ9,500人の戦力であった。攻撃が開始された後、最終的にダルクールは町を守るため、残った兵をテルエルの駐屯軍へと統合した。テルエルに配備されていた反乱軍の数は2,000人から6,000人の間で様々な見積もりがされている。駐屯軍は恐らくはおよそ4,000人であり、その半数が一般人であったともいわれる。

## 戦闘

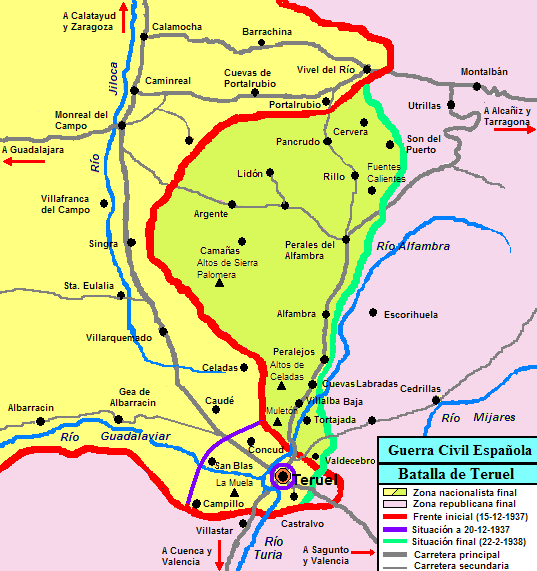
地図の赤い線は戦闘開始時の前線を、紫の線は共和国軍がテルエルを包囲した12月20日の前線を、緑の線は戦闘終了時の前線をそれぞれ示している。テルエルの西に位置するLa Muela（テルエルの歯）に注目のこと。

1937年12月15日、リステルが指揮する共和国軍の師団は降雪の中、空襲や砲撃による予備攻撃なしにテルエルへの攻撃を開始した。リステルおよび、彼の同僚の指揮官であるエンリケ・フェルナンデス・ヘレディア大佐は町を包囲するために移動した。彼らはすぐさまテルエルの歯に対峙する陣地を敷き、夕方までには町の包囲を完了した。レイ・ダルクールは彼の率いる部隊を直ちに町へと引き下げ、12月17日までにテルエルの歯における足場の維持を断念した。反乱軍の指揮官のフランシスコ・フランコは、12月23日にやっとテルエルへ援軍を送る決定を下した。フランコは敵への譲歩はしないという決心のもとで県都が共和党軍の手に落ちてはならないということを方針として決定したが、それは政治的な失敗であった。フランコはちょうどグアダラハラで大きな攻撃を始めたところであり、テルエルを救援するということはグアダラハラにおける攻撃の多くを断念しなければならないことを意味しており、同盟国であるイタリアおよびドイツの不興を買うことにもなった。反乱軍がテルエルへ救援を送るということはまた、フランコが戦争を終わらせるための決定的な一打についての構想を断念したということをも意味し、武器と外国からの援助の影響力が勝敗を左右する長い消耗戦へと突入することをフランコが容認していたということもまた示していた。

### 共和国軍の前進と包囲
12月21日までに、共和国軍はテルエルの町へと進軍した。アーネスト・ヘミングウェイおよび2人の記者、ニューヨークタイムスの通信員であったハーバート・マシューズはテルエルを襲撃する軍隊に同行した。反乱軍の指揮官レイ・ダルクールは最後の抵抗のための体勢を取ることが可能だった町の南部地域へと彼の持つ残りの守備隊を引き上げた。クリスマスまでに反乱軍は、民政長官ビル、スペイン銀行、サンタ・クララ修道院および神学校の4つの要所をまだ占拠していた。共和国のバルセロナ・ラジオはテルエルが陥落したと発表したが、ダルクールおよび4,000人の守備隊の生き残りたちはまだ抵抗していた。建物から建物へと接近戦を伴う包囲が続けられた。共和党軍は大砲で建物へと激しく砲撃した後、銃剣突撃を行った。

### 反乱軍による救援
フランコは12月23日のグアダラハラ攻撃を取りやめたが、救援軍は12月29日まで攻撃を開始することができなかった。フランコは、どんな犠牲を払ってでも死守するようにダルクールにメッセージを送るので精いっぱいだった。一方、共和国軍はひどい悪天候の中で攻撃を強行した。反乱軍の攻撃は、経験豊富な将校アントニオ・アランダとホセ・エンリケ・バレーラの指揮の下でドイツ遠征軍であるコンドル軍団による支援を受けつつ、予定通り12月29日に行動を開始した。反乱軍は最大限の努力で大晦日までにテルエルの歯を抑え、闘牛場と駅を占領するため町へと侵攻した。しかしながら、反乱軍は町の中で前進し続けることはできなかった。その後、4日間の吹雪とともに天候が悪化し、雪は4フィートも降り積もり気温はマイナス18度まで下がった。銃や機械は凍結して使い物にならなくなり地上戦は停止し、軍は凍傷によってひどく苦しんだ。反乱軍は防寒着を持っていなかったため寒さに苦しみ、凍傷による手足の切断も多く行われた。
フランコは兵と兵器を送り続け、戦いの流れは徐々に変わり始めた。共和党軍は包囲を強行し、1938年の元日までには修道院の守備兵は死亡していた。1月3日には民政長官ビルも陥落したが、それでもダルクールは戦い続けた。アーネスト・ヘミングウェイは民政長官ビルの陥落の場に居合わせた。共和国軍とテルエル守備隊は互いに建物の異なる階から床の穴を通じて発砲し合った。その時、守備隊は水をまったく持たず、医薬品や食料もほとんど持っていなかったが、死骸の山を築きながらも抵抗した。悪天候のために反乱軍の援軍は進軍が遅れ、1月8日、ダルクールと彼のそばにいたテルエルのローマカトリック司教はついに降伏した。後に共和党は、スペイン内戦最後の行為として、アンセルモ・ポランコやテルエル司教を含む42人の捕虜とともにダルクールを殺害した。ダルクールの降伏後テルエルの一般人たちは立ち退かされ、テルエルを陥落させた共和党軍は逆に反乱軍に包囲される側となった。

### 反乱軍の反撃
ダルクールが降参した後、反乱軍の増援の情報が共和国軍へ伝わり始めた。天候が回復し、1938年1月17日から反乱軍は新たに進軍を始めた。共和国側の指導者はテルエルの戦いをスペイン人のみでの遂行することをついに諦め、19日からの戦闘に加わるように国際旅団に命令した。これらの部隊の多くは戦地にはあったが予備部隊であったため、有名人や政治家はこの間に戦地訪問して国際旅団の部隊を歓待した。アメリカの共産主義の歌手ポール・ロブスンはクリスマスイブに戦地訪問し、「インターナショナル」を含み「Ol' Man River」で終わる演奏曲目で歌を披露した。後にイギリスの首相となる労働党の左翼政治家クレメント・アトリー、後に労働党の官僚となるエレン・ウィルキンソン、外交官であるフィリップ・ノエル＝ベーカーはイギリスの部隊を訪問した。
両軍の最高司令官はその時、戦場近くの暖房の効いた列車の中から軍隊を指揮していた。ゆっくりと、しかし確実に反乱軍は進軍し、テルエルの歯は反乱軍の手によって陥落した。1月25日から3日間に渡って反乱軍は激しい反撃を開始したが進撃は一時的なものだった。2月7日にようやく、反乱軍はテルエル北部からの攻撃を開始した（アルファンブラの戦い）。ほとんどの共和国軍がテルエル南部に集中していたため北部の防備は薄くなっていた。騎兵大隊の突撃は共和国軍の防御を乱し、追い散らした。騎馬大隊の活躍は第二次世界大戦におけるカスピ海での1、2の例外を除き、戦争史上これが最後だった。反乱軍を率いるアランダとフアン・ヤグエはすぐさま進軍し、アルファンブラの戦いは反乱軍の完勝だった。何千もの捕虜が連行され、数千トンより多くの物資や弾薬が反乱軍の手に渡った。逃げることのできた共和国軍兵は命からがら逃走した。
最後の戦いは2月18日に始まった。アランダとヤグエは北側から町を切り取っていき、そして共和国軍を包囲した。それは、12月に共和国軍が完成させた包囲網に類似していた。2月20日、テルエルは共和国の旧首都バレンシアから切り離され、反乱軍が町に入り、共和国軍のエルナンデス・サラビアは撤退命令を出した。大部分の軍は退路が断たれる前に脱出したが、およそ14,500人が捕らえられた。共和国軍指揮官のバレンテイン・ゴンサレス（エル・カンペシーノ）は包囲されたものの脱出に成功した。彼はリステルおよび他の共産党指揮官は彼が死ぬか捕らえられることを望んで彼を残して行ったと主張した。テルエルは2月22日に反乱軍によって奪還された。反乱軍は戦いが終結した後のテルエルで10,000もの共和党軍兵の死体を発見した。

## 影響
テルエルの戦いで共和国軍はリソースを使い果たした。スペイン共和国空軍はテルエルの戦いで失った飛行機や兵器を補充することができなかった。一方で反乱軍はアラゴンを通過してカタルーニャおよびレバンテへと移動する準備のために東方へと大半の軍を集中させた。。反乱軍はその時、効率的に働く工業力を有していたバスク地方を支配下に置いていたため、フランコは補給において勝っていた。共和国政府はアナキストたちの手によってカタルーニャの軍需工場を手放さざるを得なかった。一人のアナキストのオブザーバーは「この要求に対する贅沢な資金の支出にもかかわらず、我々の産業組織はただ一種類のライフル、機関銃、大砲も仕上げることができなかった…」と報告した。テルエルを再奪取したフランコの行為は、テルエルを占領することによる様々な効果を期待していた共和国軍にとって大きな打撃だった。テルエルの再奪取はフランコの最後の障壁を取り除き、地中海へと進む突破口となった。
フランコは多くの時間を浪費することなく、1938年3月7日にアラゴンへの攻撃を開始した。共和国軍はテルエルにおける2月22日の戦闘での損失の後、再編成を目的に主力軍を引っ込めた。テルエルでの大きな損失への動揺が残っていた共和党軍は、アラゴンでの戦いにおいてほとんど抵抗できないまま敗走した。その後、反乱軍はアラゴンを通過してさらに進軍してカタルーニャおよびバレンシア州に侵入、地中海にまで到達した。1938年4月19日までに40マイルの海岸線を支配し、共和国軍の勢力を2つに分断した。
イギリスの詩人、作家であり、国際旅団に所属していたローリー・リーは共和国軍のテルエルにおける攻撃を以下のように要約した。「クリスマスプレゼントは共和国軍にとって毒入りのおもちゃにしかならなかった。それは戦争を変えるための勝利であるはずだったが、実際には敗北の証だった。」。

## 死傷者
テルエルの戦いでの犠牲者数は推定するのが困難である。反乱軍の救援隊の損失はおよそ14,000人の死者と16,000の負傷者と17,000の病人であった。駐屯軍を含めた元々のテルエル守備隊の犠牲者はおよそ9,500人であり、守備隊のほとんど全てが死ぬか捕らえられた。それらの合計として、反乱軍は全体で56,500人の死傷者を出した。共和党軍の死傷者数はそれよりも50 %多いおよそ84,750人であるという推定は非常にもっともらしい。共和党軍は多くの捕虜を失った。ラウンドは反乱軍57,000人、共和国軍85,000人の計142,000人であろうと考えており、140,000を超える両軍の死傷者表が作成された。

## 著名人
前述のマシューズやヘミングウェイ、ロブソンおよびイギリスの政治家の他にも、多くの著名人がこの戦いに惹きつけられた。その内の一人として、戦争をタイムズ紙の特派員として反乱軍側から参加したソビエトのスパイであるキム・フィルビーがいる。彼はスペインにいた当時から既に、明らかにモスクワの命令下にいたが、フランコについて賞賛するレポートを書いた。1937年12月、テルエルの近郊でフィルビーおよび他の3人(ブラディッシュ・ジョンソン、エディー・ネイルおよびアーネスト・シープシャンクス)が乗っていた自動車に砲弾が当たり、フィルビー以外の3人は死亡した。この事故はフィルビーのスパイ行為に気付いたシープシャンクスを暗殺するために行われたフィルビーによる自作自演であるという説もある。フランコはフィルビーを個人的に叙勲した。